# 솔틸로 앙코르 FC
솔틸로 앙코르 FC는 캄보디아의 축구단이다. 현재 C리그에 참가하고 있다.